# Porfirio Lobo Sosa
Porfirio Lobo Sosa (Trujillo, 22 de desembre de 1947) és un polític, professor universitari, administrador d'empreses, agricultor i ramader hondureny. Foul president de la República d'Hondures, després de resultar vencedor en les eleccions celebrades després del cop d'estat de 2009. Fou tan sols reconegut com a president d'Hondures per 86 països entre ells: Estats Units, Canadà, Colòmbia, Taiwan, Costa Rica, Perú, Panamà, entre d'altres.